# TA Abfall
Die TA Abfall (Technische Anleitung Abfall) war die zweite allgemeine Verwaltungsvorschrift zum Abfallgesetz. Sie wurde am 10. April 1990 erlassen und nach einer Änderung und Berichtigung in einer neuen Fassung vom 12. März 1991 bekanntgemacht. Ihr Regelungsgegenstand waren Anforderungen an die Verwertung und sonstige Entsorgung von besonders überwachungsbedürftigen Abfällen nach dem Stand der Technik sowie damit zusammenhängende Regelungen, die zum Schutz des Wohls der Allgemeinheit erforderlich waren. Im Zuge der Neuordnung des Deponierechts wurde sie durch die Allgemeine Verwaltungsvorschrift zur Aufhebung von Verwaltungsvorschriften zum Deponierecht vom 27. April 2009 und mit Wirkung zum 16. Juli 2009 außer Kraft gesetzt; ihr Regelungsgegenstand wird durch die Deponieverordnung vom 27. April 2009 fortgesetzt.